# Luigi Bianchi (stilista)
Luigi Girolamo Mansueto Bianchi (Marcaria, 28 luglio 1882 – 1971) è stato uno stilista italiano.

## Biografia
Luigi nasce a Marcaria il 28 luglio 1882 figlio di un sarto di nome Paride.
Nel 1898 si sposta prima a Torino e poi a Milano, per svolgere il proprio apprendistato sartoriale seguendo le orme del bisnonno, del nonno e del padre Paride. Nel 1907, torna a Mantova e sposa Maria Marchini, che gli dà i figli Giuliano, Edgardo e Bruna. Qui fonda la "Primaria Sartoria Luigi Bianchi", un laboratorio di confezione di abiti maschili e tailleur per signora su misura e pronti, con annesso un magazzino di tessuti.
Nel 1919 trasferisce l’attività nel centro di Mantova in spazi più ampi e meglio attrezzati e apre un negozio in corso Umberto, una delle vie più frequentate della città. Nel 1921 si associa con Vasco Oberdan Garibaldi Savani, un sarto mantovano, con il quale fonda la Primaria Casa di confezioni da uomo Bianchi & Savani. Mentre Savani assume la direzione del laboratorio in cui, sin dalla fine della guerra, si produceva solo abbigliamento maschile, Luigi Bianchi si dedica all’attività di rappresentanza. La specializzazione nell’abbigliamento maschile, meno soggetto alla moda di quello femminile, e la separazione della funzione produttiva da quella commerciale sanciscono il definitivo passaggio dalla confezione “su misura” alla produzione in serie, di cui Bianchi intuisce precocemente le potenzialità di sviluppo.
Nel 1925 viene sciolta la società con Savani, quando in azienda entra il primogenito Giuliano, che assume responsabilità amministrative e commerciali. Quattro anni dopo viene affiancato anche da Edgardo. A seguito della grande depressione del 1929 l’impresa entra in una grave crisi di sovrapproduzione, fronteggiata con l’attuazione del piano di razionalizzazione del processo produttivo caldeggiato dal figlio Edgardo, riuscendo ad avviarsi verso un tipo di produzione su scala industriale.
Tra il 1932 e il 1936 l'attività cresce, fino ad arrivare ad avere 400 dipendenti, per la maggior parte donne e cambia il nome in "Industria Confezioni Luigi Bianchi". Nel 1938 è inaugurato un nuovo stabilimento nell’area periferica denominata Valletta Paiolo.
Nel 1939 nasce l’acronimo Lubiam (Luigi Bianchi Mantova), inventato dal primogenito Giuliano, primo atto di una strategia di marketing che negli anni successivi alla Seconda guerra mondiale sarebbe stata caratterizzata da memorabili creazioni pubblicitarie: il nuovo logo costituito da una L stilizzata che richiamava il rever di una giacca, poi stampato sui pacchetti di Alfa e Nazionali e abbinato ad un concorso a premi (si mettevano in palio televisori e lavatrici) – beni simbolo del “miracolo” economico; lo slogan «Vesti Lubiam ti sentirai un altro»; Pierino, il personaggio di Carosello che voleva cambiare il mondo trasformandolo in un mondo Lubiam. L’investimento sull’immagine rappresentava un valore aggiunto ai contenuti del capo d’abbigliamento, che continuava ad essere il prodotto di una combinazione di tecniche di confezione di matrice industriale e di abilità sartoriali, riconoscibili dalla gamma di produzioni che copriva tutte le conformazioni pubblicizzata con lo slogan «con 144 taglie la Lubiam vestirà tutti».
Dopo la scomparsa di Luigi nell'ottobre 1971, l'attività continua con la terza generazione con i suoi nipoti e la Lubiam compare tra le aziende pioniere della sperimentazione stilistica, collaborando con stilisti come, per primo, Egon von Fürstemberg, nel 1974. Gli anni '80 sono contrassegnati da una graduale espansione, dagli USA fino alla Cina e al Giappone. 
Nel 2011 l’azienda celebra un secolo di vita all’insegna della continuità familiare. Il forte attaccamento ai valori della famiglia ha portato le generazioni che oggi la guidano a impegnarsi in attività concrete di conciliazione fra lavoro e famiglia, tra cui l’apertura dell’asilo nido per i figli dei dipendenti intitolato a Ida e Edgardo Bianchi.